# Emil Boc

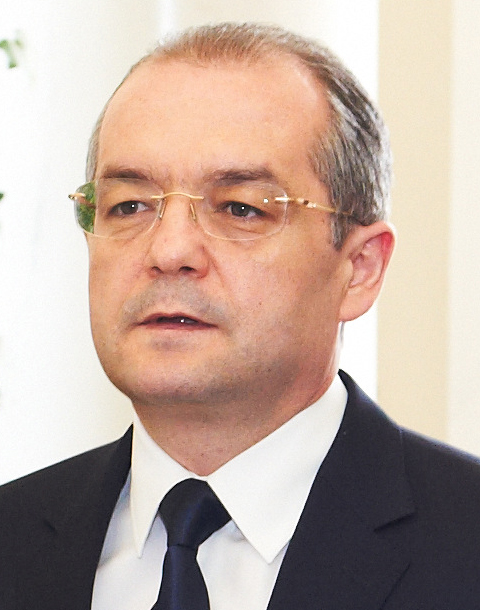
Emil Boc (2011)

Emil Boc (* 6. September 1966 in Răchițele, Kreis Cluj) ist ein rumänischer Politiker und Wissenschaftler. Von Dezember 2008 bis Februar 2012 war er rumänischer Ministerpräsident. Seine Amtszeit mündete in die Staatskrise in Rumänien 2012.

## Biografie
Boc studierte Geschichte, Philosophie und Jura an der Babeș-Bolyai-Universität Cluj in Cluj-Napoca (Klausenburg). Er begann eine akademische Laufbahn und promovierte im Jahr 2000.
Ende der 1990er-Jahre verlegte Emil Boc den Schwerpunkt seiner Tätigkeiten in den politischen Bereich. 2003 wurde er Mitglied der Führung der Partidul Democrat (Demokratische Partei). Seit den Lokalwahlen von 2004 bis Anfang 2009 war er Bürgermeister von Cluj-Napoca. Im Sommer 2005 wurde Boc Vorsitzender der Partidul Democrat, deren Austritt aus der Sozialistischen Internationale er ebenso betrieben hat, wie den Beitritt zur Europäischen Volkspartei im Jahr 2006.
Nach der Fusion seiner Partei mit der Partidul Liberal Democrat (Liberal-Demokratische Partei) unter Theodor Stolojan übernahm er im Dezember 2007 den Parteivorsitz der neu gegründeten Partidul Democrat Liberal (Demokratisch-Liberale Partei).
Im Ergebnis der Parlamentswahlen 2008, aus denen seine Partei gemeinsam mit der sozialdemokratischen PSD als Sieger hervorging, wurde Emil Boc am 15. Dezember 2008 mit der Regierungsbildung beauftragt, nachdem sich der PD-L-Spitzenkandidat Stolojan zurückzog. Am 22. Dezember 2008 wählte ihn das rumänische Parlament mit 324 gegen 115 Stimmen zum neuen Ministerpräsidenten.
Am 1. Oktober 2009 kündigte die PSD die Koalition mit Bocs PD-L und zog alle ihre Minister aus der Regierung zurück. Hintergrund war ein Streit um das Innenministerium. Boc hatte die Entlassung des sozialdemokratischen Innenministers Dan Nica durchgesetzt, um das Amt mit einem Parteifreund neu zu besetzen. Da das Innenministerium für die Organisation der Präsidentschaftswahlen im November 2009 verantwortlich war, sah die PSD hier den Versuch einer Wahlmanipulation durch Boc. Boc führte daraufhin sein Kabinett als PD-L-Minderheitsregierung weiter.
Am 13. Oktober 2009 wurde Emil Boc vom Parlament das Misstrauen ausgesprochen. Die oppositionelle PNL, die gemeinsam mit der Demokratischen Union der Ungarn in Rumänien das Misstrauensvotum gegen Boc eingebracht hatte, strebte danach eine Übergangsregierung unter dem politisch unabhängigen Politiker Klaus Johannis an. Der Boc nahestehende Staatspräsident Traian Băsescu, der das Recht besitzt, den Ministerpräsidenten vorzuschlagen, lehnte Johannis ab und nominierte Boc nach der von ihm gewonnenen Präsidentschaftsstichwahlen am 17. Dezember erneut zum Ministerpräsidenten. Boc formte eine Regierung aus PD-L und UDMR (siehe Kabinett Boc II), die am 23. Dezember vom Parlament bestätigt wurde. Damit endete eine monatelange politische Krise.
Am 20. Dezember 2010 scheiterte im Parlament gegen Boc ein Misstrauensantrag, der lediglich von 190 statt der erforderlichen 236 Abgeordneten unterstützt wurde.
Am 6. Februar 2012 gab Boc den Rücktritt seiner Regierung bekannt. Er begründete die Entscheidung, die bei einer live im Fernsehen übertragenen Kabinettssitzung bekanntgegeben wurde, mit dem Wunsch, „die politische und soziale Situation im Land zu entspannen“.
Im Juni 2012 wurde Boc wieder zum Bürgermeister von Cluj-Napoca gewählt.
Die Michigan State University verlieh ihm 2012 die Ehrendoktorwürde.